# Albrecht Eugen de Wurtemberg
Albrecht Eugen de Wurtemberg, né à Stuttgart le 8 janvier 1895 et mort à Schwäbisch Gmünd le 24 juin 1954, est un membre de la maison de Wurtemberg.

## Biographie

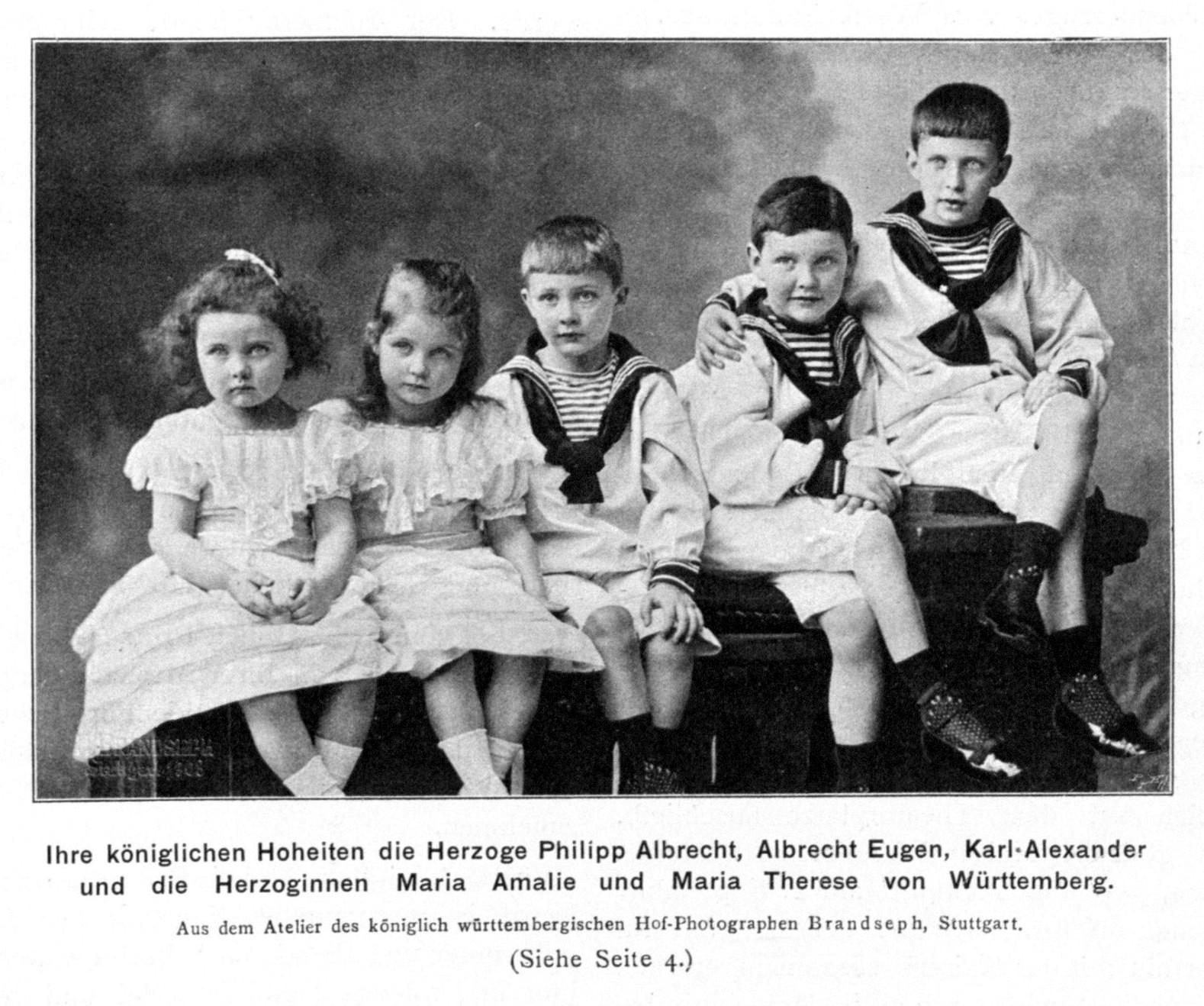
Albrecht Eugen (second à partir de la droite) et ses frères et sœurs en 1903.

### Famille et formation
Albrecht Eugen est le second fils du duc Albert de Wurtemberg et de l'archiduchesse Marguerite de Habsbourg-Lorraine. Il a un frère aîné : Philippe Albert (1893-1975), un frère cadet, Carl Alexander (1896-1964) et quatre sœurs cadettes : Marie Amélie (1897-1923), Marie Thérèse (1898-1928), Marie Elisabeth (1899-1900) et Marguerite Marie (1902-1945). Albrecht Eugen, orphelin de mère à un âge précoce (sept ans), a grandi à Stuttgart, Cassel, Potsdam et parfois aussi en Autriche. Il fréquente le lycée de Stuttgart et y passe son Abitur en 1914.

### Première Guerre et installation à Carlsruhe-en-Haute-Silésie
Au début de la Première Guerre mondiale, il est enrôlé dans l'armée du Wurtemberg et effectue quatre ans de service militaire. Il a combattu en Flandre, en France et en Italie. Après la mort de Guillaume II, dernier roi de Wurtemberg, en 1921, il hérite d'un domaine à Carlsruhe-en-Haute-Silésie, où il s'installe. À Carlsruhe, il devient exploitant agricole et forestier. Il s'intéresse également à l'architecture, aux beaux-arts et à l'histoire.

### Seconde Guerre
Pendant la Seconde Guerre mondiale, Albrecht Eugen doit de nouveau accomplir son service militaire dans la Wehrmacht. Il n'est pas envoyé au front, mais au service d'état-major, sans grade d'officier d'état-major général. Les membres de la maison de Wurtemberg étant connus pour être des opposants au régime nazi, Albrecht Eugen conserve le grade de capitaine et n'est pas promu. Il a participé à des opérations en France, en Roumanie et en Union soviétique. En 1943, il doit quitter la Wehrmacht. En janvier 1945, il fuit Carlsruhe-en-Haute-Silésie. Son château, ainsi que la vaste bibliothèque d'environ 30000 volumes, est détruit par les troupes de l'Armée rouge.

### Mort
Albrecht Eugen de Wurtemberg meurt à Schwäbisch Gmünd, le 24 juin 1954, à l'âge de 59 ans et est inhumé dans la crypte familiale de l'église Saint-Michel du château d'Altshausen.

## Mariage et descendance
Albrecht Eugen épouse à Bad Mergentheim, le 24 janvier 1924 la princesse Nadejda de Bulgarie (née à Sofia le 30 janvier 1899 et morte à Stuttgart le 15 février 1958), fille de Ferdinand Ier, roi des Bulgares, et de Marie-Louise de Bourbon-Parme (1870-1899). Ils deviennent parents de cinq enfants,, :
- Ferdinand Eugen de Wurtemberg (né à Carlsruhe-en-Haute-Silésie, 3 avril 1925 et mort à Friedrichshafen le 3 novembre 2020[6]), inspecteur des eaux et forêts, célibataire ;
- Margarethe Louise de Wurtemberg (née à Carlsruhe-en-Haute-Silésie, 25 novembre 1928 et morte à Courbevoie le 10 juin 2017[7]), épouse en 1970 François Luce-Bailly de Chevigny (né à Paris 17e, le 15 juin 1923 et mort à Neuilly-sur-Seine, le 6 mars 2022[8]). La duchesse est la mère de :
  - Patrick de La Lanne-Mirrlees (San Francisco, 10 février 1962), né d'une liaison avec Robin de La Lanne-Mirrlees (en) (1925-2012)[9], baron d'Inchdrewer et laird de Bernera. Il épouse en 1988 Irene Auer (1962), dont trois enfants[10] ;
- Eugen Eberhard de Wurtemberg (né à Carlsruhe-en-Haute-Silésie le 2 novembre 1930, mort à Francfort-sur-le-Main le 26 juillet 2022 et inhumé le 5 août suivant dans la crypte de l'église Saint-Michel du château d'Altshausen, résidence de la maison de Wurtemberg[11]), diplômé en sciences économiques, cadre de banque, épouse en 1962 (divorcés en 1972) l'archiduchesse Alexandra d'Autriche (née au château de Sonnberg, le 21 mai 1935), fille de l'archiduc Antoine de Habsbourg-Toscane et de la princesse Ileana de Roumanie, sans postérité ;
- Alexander Eugen de Wurtemberg (né à Stuttgart le 5 mars 1933, mort à Munich le 18 février 2024 et inhumé le 2 mars suivant dans la crypte de l'église Saint-Michel du château d'Altshausen, résidence de la maison de Wurtemberg[12]), docteur en philosophie, historien de l'art, célibataire, dernier représentant masculin du rameau du duc Albrecht Eugen ;
- Sophie de Wurtemberg (née à Stuttgart le 16 février 1937, directrice de la maison de haute-couture Nina Ricci, elle épouse en 1969 (divorcés en 1974) Antonio Manoel Rôxo de Ramos-Bandeira, diplomate, (né à Santa Isabel, près de Lisbonne, le 2 août 1937 et mort à Rio de Janeiro, le 23 février 1987), sans postérité.

## Honneurs
Albrecht Eugen de Wurtemberg est  :
- Grand cordon de l'ordre de la Couronne de Wurtemberg.
- Chevalier de l'ordre de Saint-Hubert (Bavière).
- Chevalier de l'ordre des Saints-Cyrille-et-Méthode (Royaume de Bulgarie).
- Chevalier de l'ordre de l'Aigle noir (Prusse).
- Grand-croix de l'ordre de la Couronne de Rue (Saxe).

## Ascendance
|  |                                                 |  |  |  |  |  |  |  |  |  |  |  |  |
|  | 8. Alexandre de Wurtemberg (1804-1881)          |  |  |  |  |  |  |  |  |  |  |  |  |
|  |                                                 |  |  |  |  |  |  |  |  |  |  |  |  |
|  |                                                 |  |  |  |  |  |  |  |  |  |  |  |  |
|  | 4. Philippe de Wurtemberg                       |  |  |  |  |  |  |  |  |  |  |  |  |
|  |                                                 |  |  |  |  |  |  |  |  |  |  |  |  |
|  |                                                 |  |  |  |  |  |  |  |  |  |  |  |  |
|  | 9. Marie d'Orléans (1813-1839)                  |  |  |  |  |  |  |  |  |  |  |  |  |
|  |                                                 |  |  |  |  |  |  |  |  |  |  |  |  |
|  |                                                 |  |  |  |  |  |  |  |  |  |  |  |  |
|  | 2. Albert de Wurtemberg                         |  |  |  |  |  |  |  |  |  |  |  |  |
|  |                                                 |  |  |  |  |  |  |  |  |  |  |  |  |
|  |                                                 |  |  |  |  |  |  |  |  |  |  |  |  |
|  | 10. Albert de Teschen (1817-1895)               |  |  |  |  |  |  |  |  |  |  |  |  |
|  |                                                 |  |  |  |  |  |  |  |  |  |  |  |  |
|  |                                                 |  |  |  |  |  |  |  |  |  |  |  |  |
|  | 5. Marie-Thérèse d'Autriche (1845-1927)         |  |  |  |  |  |  |  |  |  |  |  |  |
|  |                                                 |  |  |  |  |  |  |  |  |  |  |  |  |
|  |                                                 |  |  |  |  |  |  |  |  |  |  |  |  |
|  | 11. Hildegarde de Bavière                       |  |  |  |  |  |  |  |  |  |  |  |  |
|  |                                                 |  |  |  |  |  |  |  |  |  |  |  |  |
|  |                                                 |  |  |  |  |  |  |  |  |  |  |  |  |
|  | 1. Albrecht Eugen de Wurtemberg                 |  |  |  |  |  |  |  |  |  |  |  |  |
|  |                                                 |  |  |  |  |  |  |  |  |  |  |  |  |
|  |                                                 |  |  |  |  |  |  |  |  |  |  |  |  |
|  | 12. François-Charles d'Autriche                 |  |  |  |  |  |  |  |  |  |  |  |  |
|  |                                                 |  |  |  |  |  |  |  |  |  |  |  |  |
|  |                                                 |  |  |  |  |  |  |  |  |  |  |  |  |
|  | 6. Charles-Louis d'Autriche (1833-1896)         |  |  |  |  |  |  |  |  |  |  |  |  |
|  |                                                 |  |  |  |  |  |  |  |  |  |  |  |  |
|  |                                                 |  |  |  |  |  |  |  |  |  |  |  |  |
|  | 13. Sophie de Bavière                           |  |  |  |  |  |  |  |  |  |  |  |  |
|  |                                                 |  |  |  |  |  |  |  |  |  |  |  |  |
|  |                                                 |  |  |  |  |  |  |  |  |  |  |  |  |
|  | 3. Marguerite de Habsbourg-Lorraine             |  |  |  |  |  |  |  |  |  |  |  |  |
|  |                                                 |  |  |  |  |  |  |  |  |  |  |  |  |
|  |                                                 |  |  |  |  |  |  |  |  |  |  |  |  |
|  | 14. Ferdinand II (roi des Deux-Siciles)         |  |  |  |  |  |  |  |  |  |  |  |  |
|  |                                                 |  |  |  |  |  |  |  |  |  |  |  |  |
|  |                                                 |  |  |  |  |  |  |  |  |  |  |  |  |
|  | 7. Marie-Annonciade de Bourbon-Siciles          |  |  |  |  |  |  |  |  |  |  |  |  |
|  |                                                 |  |  |  |  |  |  |  |  |  |  |  |  |
|  |                                                 |  |  |  |  |  |  |  |  |  |  |  |  |
|  | 15. Marie-Thérèse de Habsbourg-Lorraine-Teschen |  |  |  |  |  |  |  |  |  |  |  |  |
|  |                                                 |  |  |  |  |  |  |  |  |  |  |  |  |
|  |                                                 |  |  |  |  |  |  |  |  |  |  |  |  |